# René Edouard Claparède
René Edouard Claparède (Chancy, 24 aprile 1832 – Siena, 31 maggio 1871) è stato uno zoologo svizzero, professore di anatomia comparata all'Università di Ginevra.

## Biografia
Appartenente ad una famiglia di ugonotti del Languedoc emigrata a Ginevra nel 1724, era figlio del pastore Jean Louis Claparède e di Amélie Susanne Pedriau e fratello dello storico del protestantesimo Théodor Claparède (1828-1888). Frequentò le Università di Ginevra e Berlino, dove fu allievo di Johannes Peter Müller.
Si laureò nel 1857 e succedette a François Jules Pictet. Fu uno dei primi difensori della teoria evoluzionista di Charles Darwin.
Nel 1861 vinse il premio per la fisica della rinomata Accademia francese delle scienze.
Si interessò anche all'embriologia degli artropodi, all'evoluzione dei ragni, all'istologia dei lombrichi e allo studi della struttura dei parameci.
Fu il nonno del neuropsicologo Édouard Claparède.